# De La Rue
De La Rue plc (LSE: DLAR) — британская компания, один из крупнейших в мире производителей ценных бумаг (банкноты, паспорта, водительские права и другие документы) и банковского оборудования (счётчики банкнот, сортировщики банкнот, сортировщики монет и др.), технических решений для идентификации личности и защиты документов. Компания была также привлечена к производству почтовых марок. Штаб-квартира — Бэйсингстоук, графство Хэмпшир.

## История и описание
Компания была основана в Лондоне в 1821 году Томасом Де-ла-Рю (род. 24 марта 1793 года в Гернси).
В 1958 году компания Thomas De La Rue изменила название на The De La Rue Company Limited, а в 1991 году — на De La Rue plc.
Компания выпускает банкноты для национальных валют 150 стран мира. Кроме того, она изготавливает паспорта, водительские права и другие документы, производит машинки для счета и проверки банкнот, участвует в разработке новых технологий идентификации личности и защиты документов. Она является одной из крупнейших компаний в этой сфере, хотя национальная валюта США печатается на бумаге другой компании (Crane & Co.).
De La Rue также печатает голограммы для кредитных карт Visa, водительские права в Нью-Йорке, печатает паспорта, дорожные чеки, чеки и производит специальное банковское оборудование: счётчики банкнот, сортировщики банкнот (крупнейший в мире сортировщик банкнот производства De La Rue был установлен в Центральном банке Ирландии).
В 1843 году De La Rue организовало первое зарубежное представительство в то время, когда брат основателя компании Томаса — Пол был в России в связи с организацией производства игральных карт.
Компания также печатала почтовые марки для Великобритании и ряда её колоний.
В настоящий момент производство банковского оборудования перенесено из Великобритании в Россию и США.

## Валютная продукция

10 фунтов стерлингов Англии; банкнота напечатана на бумаге De La Rue

De La Rue печатает банкноты для многих банков в мире, включая:
- Банк Англии
- Несколько центральных банков в еврозоне
- Центральный банк Республики Армения (см. Армянский драм)
- Центральный банк Кении (см. Кенийский шиллинг)
- Королевский банк Шотландии (The Royal Bank of Scotland)
- Банк Шотландии
- Резервный банк Фиджи (Reserve Bank of Fiji)
- Национальный банк Украины (см. Карбованец)
- Центральный банк Азербайджанской Республики (см. Азербайджанский манат)[4]
- Банк Литвы (см. Литовский лит)
- Народный банк Республики Северная Македония (см. Македонский денар)
- Центральный банк Туркменистана (см. Туркменский манат)
- Банк Латвии (см. Латвийский лат)
- Центральный банк Багамских островов
- Центральный банк Бахрейна
- Центральный банк Барбадоса
- Центральный банк Белиза
- Управление денежного обращения Бермудских островов
- Восточно-Карибский Центральный банк
- Управление денежного обращения Каймановых островов
- Банк Гватемалы
- Центральный банк Гондураса
- Центральный банк Ирака
- Остров Мэн
- Банк Ямайки
- Джерси
- Национальный банк Кыргызской Республики
- Мальдивское управление денежного обращения
- Центральный банк Мавритании
- Сингапур
- Центральный банк Шри-Ланки
- Танзания
- Европейский центральный банк
- Центральный банк Кувейта
- Национальный банк Республики Беларусь

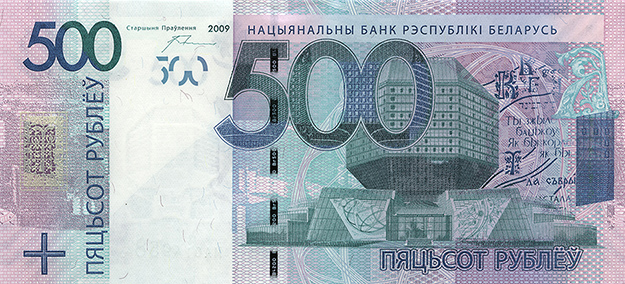
500 белорусских рублей образца 2009 года

## Продукция в прошлом

### Игральные карты
В 1843 году De La Rue открыла свой первый бизнес за границей, когда брат Томаса Де-ла-Рю, Пол, отправился в Россию, чтобы договориться о производстве игральных карт. Придуманный Томасом Де-ла-Рю дизайн игральных карт лежит в основе современного стандартного международного дизайна. Предприятие по производству игральных карт было продано Джону Уоддингтону (John Waddington) в 1969 году.
Дизайн пластиковых карт De La Rue в настоящий момент считается классикой.

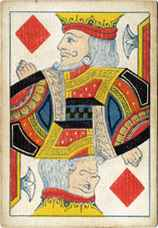
Классические игральные карты De La Rue (1860)

### Почтовые марки
С 1855 года компания печатала почтовые марки для Великобритании, а в дальнейшем — для ряда её колоний. Некоторые известные марки, такие как треуголки Мыса Доброй Надежды, были напечатаны De La Rue & Co., после того как компания «Перкинс Бэкон» вышла в то время из милости у британского почтового ведомства. В 1860—1914 годах компания практически монопольно печатала почтовые марки колоний Великобритании, а также производила почтовые марки для свыше двухсот государств, включая Италию, Бельгию, Португалию и латиноамериканские государства.

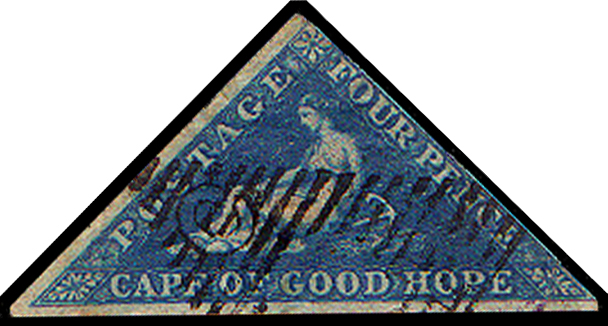
Почтовая марка Капской колонии («треуголка Мыса Доброй Надежды»)

Первые 50 лет производства почтовых марок были отображены в книге Джона Истона «The De La Rue History of British and Foreign Postage Stamps 1855—1901» («История выпуска компанией „Де-ла-Рю“ британских и иностранных почтовых марок. 1855—1901»).

### Инструменты для письма
Компания «Де-ла-Рю» претендует на разработку первой практически действующей авторучки в 1881 году. De La Rue была ведущим производителем авторучек в Великобритании. Её продукция продавалась под маркой «Onoto». Производство авторучек компанией De La Rue прекратилось в Великобритании в 1958 году, однако продолжалось на протяжении нескольких последующих лет в Австралии.